# کوهی هیگا
کوهی هیگا (انگلیسی: Kohei Higa؛ زادهٔ ۳۰ آوریل ۱۹۹۰) بازیکن فوتبال اهل ژاپن است.
از باشگاه‌هایی که در آن بازی کرده‌است می‌توان به باشگاه فوتبال کاشیوا ریسول اشاره کرد.